# Icke-spridningsavtalet
Icke-spridningsavtalet (officiellt: fördraget om ickespridning av kärnvapen) (engelska:  Non-Proliferation Treaty (NPT)) är ett fördrag som skrevs på i New York 1968, för att hindra spridningen av kärnvapen.

## Parter
Inom NPT klassas stater som inte har kärnvapen som "icke kärnvapenstater" medan de fem staterna som hade kärnvapen före 1 januari 1967 benämns "officiella kärnvapenstater". De anser sig ha rätt att inneha kärnvapen och ingå som medlemmar i NPT. Avtalet anger dock explicit att de skall nedrusta sina kärnvapen mot att övriga stater inte skaffar kärnvapen.

## Organisation och arbetssätt
Vart femte år sammanträder fördragsstaterna för översynskonferens (Review Conference) med syftet att utvärdera hur avtalet efterlevs och fatta beslut om hur man kan verkställa de åtaganden som länderna har gjort genom att ansluta sig till NPT. Mellan översynskonferenserna anordnas tre förberedande kommittéer (Prepatory Committees) för uppföljning och förberedelsearbete inför kommande översynskonferens.

## Avtalets tre pelare
Avtalet har tre grundpelare: Icke-spridning, avväpning samt rätten att använda kärnenergi för fredliga ändamål.

### Icke-spridning
Icke-spridningsavtalets syfte är att endast fem stater i världen ska tillåtas ha kärnvapen: USA, Storbritannien, Frankrike, Folkrepubliken Kina samt Ryssland. När avtalet var klart för ratificering 1968 var det endast dessa stater som hade kärnvapen; de är också permanenta medlemmar i FN:s säkerhetsråd. Dessa fem länder förbinder sig att inte överföra kärnvapenteknologi till andra stater, övriga länder förbinder sig att inte utveckla sådan teknologi.

### Avväpning
De fem kärnvapenmakterna förbinder sig också att minska och på längre sikt avskaffa de egna kärnvapnen.

### Rätt att använda kärnteknik fredligt
Alla stater har rätt att använda kärnteknik för fredliga ändamål, till exempel för att alstra ström genom kärnreaktorer. De stater som saknar kärnvapen förbinder sig att tillåta inspektion av FN-organet IAEA.

## Historia
Fördraget föreslogs av Irland och 1968 var avtalet klart för ratificering av världens länder. Fördraget började gälla den 5 mars 1970 när USA, Storbritannien, Sovjetunionen och ytterligare 40 stater undertecknat fördraget. Folkrepubliken Kina och Frankrike undertecknade fördraget 1992.
Nordkorea undertecknade fördraget 1985 men lämnade det 2003. Utträdet har aldrig godkänts då det krävs godkännande från FN:s säkerhetsråd för att få utträda, vilket aldrig skett och 2005 förklarade landet, att det har kärnvapen. Indien och Pakistan, som har kärnvapen, har aldrig undertecknat fördraget och Israel, som misstänks ha kärnvapen, har heller aldrig undertecknat fördraget. Sydsudan som är en relativt nybildad stat och drabbats av inre oroligheter har ej heller undertecknat avtalet. Japan har vid några tillfällen hotat att lämna avtalet om inte de länder som har kärnvapen accelererar takten i nedrustningen.
Ursprungligen hade NPT en tidsgräns fram till 1995, då kärnvapenfrågan skulle vara löst och NPT:s uppgift slutförd. År 1995 bestämdes att eftersom så inte var fallet skulle NPT gälla på obestämd framtid.

## Tidsmässig sammanfattning
- 1958 föreslog Irland via sin utrikesminister att ett FN-avtal skulle reglera spridningen av och nedrustning av kärnvapen
- 1961 godkände FN:s generalförsamling enhälligt resolution 1665 som byggde på det tidigare irländska förslaget
- 1968 öppnades Icke-spridningsavtalet för underskrifter och det skrevs under av bland andra kärnvapenstaterna Sovjetunionen, USA, Storbritannien medan Frankrike och Kina inte undertecknade
- 1970 träder NPT i kraft. Sverige undertecknade avtalet samma år
- 1975 hålls första översynskonferensen för att utvärdera hur NPT efterlevs och efter det sammanträder medlemsstaterna vart femte år
- 1992 Kina och Frankrike undertecknar avtalet
- 1995 medlemsstaterna beslutar att avtalet förlängs på obestämd tid
- 2000 kärnvapenmakterna lovar för första gången att helt avskaffa sina kärnvapenarsenaler och kommer överens om 13 praktiska steg för hur avtalets artikel VI om kärnvapennedrustning skall kunna uppnås
- 2003 Nordkorea drar sig ur, vilket FN:s säkerhetsråd vägrat godkänna då landet hade skrivit under avtalet 1985
- 2010 medlemsstaterna enas om formuleringar kring de humanitära aspekterna av kärnvapen
- 2013 första konferensen om kärnvapens humanitära konsekvenser arrangeras utan att de fem officiella kärnvapenstaterna deltar
- 2020 till dags dato har 190 stater ratificerat avtalet men ej kärnvapenstaterna Indien, Israel och Pakistan